# Уильямс, Урсула
Урсула Морей Уильямс (англ. Ursula Moray Williams; 19 апреля 1911 — 17 октября 2006) ― английская детская писательница, автор 70 книг для детей. Её книга «Приключения маленькой деревянной лошадки», написанная во время беременности первым ребёнком, оставались в печати на протяжении всей её жизни с момента публикации в 1939 году.
В её классических историях часто фигурируют отважные существа, которые преодолевают испытания и жестокость внешнего мира, прежде чем находят любящий дом. В их число входили «Хорошая маленькая рождественская елка» 1943 года и «Гобболино, кот ведьмы», впервые опубликованный годом ранее.

## Биография
Уильямс родилась 19 апреля 1911 года в Питерсфилде, Хэмпшир, Англия. Она и её сестра-близнец Барбара были талантливыми художниками и в течение шести лет с десятилетнего возраста рисовали иллюстрации к книгам на дни рождения друг друга и на Рождество.
Девочки тоже были увлеченными наездниками. Чтобы накопить на пони, они держали коз, продавая их молоко.
Благодаря своему дяде, издателю Стэнли Анвину, сёстры отправились в путешествие в Альпы, которые позже вдохновили Урсулу на создание некоторых из самых ярких произведений, в первую очередь трилогии, начавшейся с «Трех производителей игрушек». Его последний том «Дочь производителя игрушек» был одним из самых знаменитых её творений.
Однако самым большим источником идей для Уильямс был дом, в котором она провела свои подростковые годы. Это большой полуразрушенный особняк, расположенный в лесу к северу от Саутгемптона. События её детства неоднократно повторяются в её художественной литературе: Северный Стоунхэм наиболее подробно описан в «Замке для Джона-Питера» 1941 года и изображен в иллюстрациях Фейт Жак к книгам «Безумию дедушки» и «Книжному червю-древоточцу» 1974 года.
Большая часть её более поздних книг была посвящена «трудным», но в основном добросердечным детям. Здесь на неё повлияла работа в качестве судьи по делам несовершеннолетних, а также работа в школе. В местном масштабе ею очень восхищались за её многочисленные добрые дела и инстинктивную христианскую веру.
Личные проблемы, в том числе угроза самоубийства её брата, семейные кризисы, смерть мужа, потеря глаза и её близкая смерть от рака, прервали её работу, но Уильямс продолжала писать до 80 лет. У ней было четверо сыновей.
Урсула Уильямс умерла в 2006 году в Тьюксбери в Глостершире.
Многие рукописи Уильямса и дальнейшая переписка хранятся в «Seven Stories», в Центре детской книги в Ньюкасле. Выставка, приуроченная к столетию со дня её рождения, открылась в Винчестере в апреле 2011 года.